# Golden (Jung-Kook-Album)
Golden ist das Debütalbum des südkoreanischen Sängers Jung Kook. Es erschien am 3. November 2023.

## Hintergründe
Weltweite Bekanntheit erlangte Jung Kook als Mitglied der erfolgreichsten südkoreanischen Boyband BTS. Nachdem die Gruppe ab 2022 eine kreative Schaffenspause einlegte, damit sich die einzelnen Mitglieder nacheinander auf ihren verpflichtenden Militärdienst konzentrieren konnten, begannen diese, sich – zum Teil auch international überaus erfolgreich – auf ihre Solokarrieren zu konzentrieren. Jung Kooks Output als eigenständiger Interpret abseits von BTS beschränkte sich zuvor vorwiegend auf Auftritte als Featuregast sowie Kontributionen zu Soundtracks, Festivals und Jubiläen; mit der Single Seven begann eine groß angelegte Promotion als Solosänger. Der Titel war umgehend ein großer kommerzieller Erfolg und wurde nach Jimins Like Crazy der zweite Solosong eines BTS-Mitgliedes, der es in den USA auf Platz 1 der Billboard Hot 100 schaffte, konnte den Impakt dieses Songs jedoch noch übertreffen, da er nicht nur deutlich länger in den amerikanischen Charts verweilte, sondern auch in mehreren europäischen Charts zum Top-Ten-Hit avancierte, darunter auch Österreich, die Schweiz und das Vereinigte Königreich. Es folgte die zweite Singleauskopplung 3D, die an den internationalen Erfolg weitgehend anknüpfen und neben dem Heimatland des Musikers auch in den USA und dem Vereinigten Königreich Top-Ten-Platzierungen erreichen konnte. Am 3. November 2023 wurde das Album schließlich veröffentlicht. Die CD-Ausgabe ist in drei Farben erhältlich, die jeweils unterschiedliche Fotobücher und Goodies enthalten. Zeitgleich mit dem Album wurde auch Standing Next To You als dritte Single ausgekoppelt. Wie die beiden Vorgänger erreichte auch diese die Top Ten der britischen und amerikanischen Charts.
Produziert wurden die Titel des Albums von BloodPop, David Stewart, Diplo, Leclair, Maesic, Andrew Watt, Cirkut, DJ Snake, Banx & Ranx, Jon Bellion, Allen Ritter und Johan Rosa; als Gastinterpreten treten Jack Harlow, Major Lazer, Latto und DJ Snake in Erscheinung.

## Musik und Texte
Anders als die Solo-Debüts seiner BTS-Bandkollegen ist die Musik auf Jung Kooks erstem Album westlich geprägt. Sämtliche Texte sind auf Englisch verfasst sowie alle Gastinterpreten, Produzenten und Songwriter nordamerikanisch oder europäisch. Das Werk ist ein Popalbum, das Einflüsse von Elektronischer Tanzmusik, Contemporary R&B, Funk, Reggaeton und UK Garage aufweist. Auch kommt es insbesondere von den Gastinterpreten zu gerappten Passagen. Auf dem Werk befindet sich überwiegend Up-tempo-Musik, allerdings sind mit Hate You und Shot Glass of Tears auch zwei Balladen vorhanden. Das Themenbandbreite variiert von Liedern mit stark sexueller Komponente über Liebeslieder bis hin zu Texten über Trennungsschmerz.

## Covergestaltung
Die physische Variante des Albums besteht aus einem rechteckigen Schuber, in dem sich ein Fotobuch sowie ein Umschlag mit Post- und Sammelkarten, Stickern, einem Poster und der CD befinden. Dabei steht am Cover in goldenen Lettern mittig in großen Buchstaben der Albumtitel sowie am unteren Rand der Name des Interpreten und sein Logo; zudem gibt es einen goldenen Rahmen. Je nach Edition ist der Hintergrund dunkelgrün, cremefarben oder dunkelblau.
Die digitale Version des Albumcovers ist quadratisch und zeigt den Interpreten selbst, der ein T-Shirt mit Muskelaufdruck, ein Sakko und vier silberne Halsketten trägt, vom Bauch aufwärts, während er in die Kamera blickt. Über ihm steht in großen goldenen Lettern der Albumtitel, am unteren Bildrand sein Name und sein Logo, ebenfalls in gold. Der Hintergrund ist grün gehalten, wobei auch dieser erneut den Albumtitel in etwas dunklerem Grünton aufzeigt. Das ganze Cover ist umrandet von einem goldenen Rahmen, wobei der Sänger selbst ausgespart wurde.

## Titelliste
| Nr.          | Titel                                  | Länge |
| ------------ | -------------------------------------- | ----- |
| 1.           | 3D (feat. Jack Harlow)                 | 3:21  |
| 2.           | Closer To You (feat. Major Lazer)      | 2:51  |
| 3.           | Seven (Explicit Version) (feat. Latto) | 3:03  |
| 4.           | Standing Next To You                   | 3:26  |
| 5.           | Yes or No                              | 2:27  |
| 6.           | Please Don’t Change (feat. DJ Snake)   | 2:26  |
| 7.           | Hate You                               | 2:34  |
| 8.           | Somebody                               | 2:48  |
| 9.           | Too Sad To Dance                       | 2:55  |
| 10.          | Shot Glass of Tears                    | 2:47  |
| 11.          | Seven (Clean Version) (feat. Latto)    | 3:03  |
| Gesamtlänge: | Gesamtlänge:                           | 31:41 |

## Rezensionen
Golden erhielt überwiegend positive Kritiken. Mitunter wurde Jung Kook nach Justin Timberlake in den 2000ern und Justin Bieber in den 2010ern als neuer „Pop King“ der 2020er Jahre geahndet. Neben Timberlake wurde er auch mit Harry Styles und Robbie Williams verglichen, da er es ebenso wie diese als jüngstes Mitglied einer Boyband zu großem Erfolg als Solokünstler geschafft hat. Gelobt wurde am Album selbst insbesondere, mit welcher Leichtigkeit der Interpret verschiedene Facetten einfange, seine Gesangsleistung insbesondere bei Passagen im Falsett, und sein charismatisches Auftreten, welches er mit seinem ersten Solo-Output in voller Länge präsentierte. Kritisiert wurde allerdings, dass Jung Kook auf dem Album ausschließlich als Sänger auftritt und nicht an der Produktion oder am Songwriting beteiligt war, sowie dass er die Songs zwar eindrucksvoll interpretiere und sie viele Pop-Qualitäten wie etwa Eingängigkeit und objektiv gutes Handwerk besäßen, die Kompositionen allerdings keinen unverwechselbaren Stil etablierten, der von nun an mit Jung Kook assoziiert werden würde.

## Kommerzieller Erfolg

### Chartplatzierungen
| ChartsChartplatzierungen       | Höchstplatzierung | Wochen |
| ------------------------------ | ----------------- | ------ |
| Deutschland (GfK)              | 6 (16 Wo.)        | 16     |
| Österreich (Ö3)                | 3 (15 Wo.)        | 15     |
| Schweiz (IFPI)                 | 4 (12 Wo.)        | 12     |
| Südkorea (KMCA)                | 1 (… Wo.)         | …      |
| Vereinigte Staaten (Billboard) | 2 (24 Wo.)        | 24     |
| Vereinigtes Königreich (OCC)   | 3 (8 Wo.)         | 8      |

| ChartsJahrescharts (2023) | Platzierung |
| ------------------------- | ----------- |
| Österreich (Ö3)           | 55          |
| Schweiz (IFPI)            | 90          |
| Südkorea (KMCA)           | 8           |

### Auszeichnungen für Musikverkäufe
| Land/Region                  | Auszeichnungen für Musikverkäufe (Land/Region, Auszeichnung, Verkäufe) | Verkäufe                  |
| ---------------------------- | ---------------------------------------------------------------------- | ------------------------- |
| Frankreich (SNEP)            | Gold                                                                   | 50.000                    |
| Italien (FIMI)               | Gold                                                                   | 25.000                    |
| Japan (RIAJ)                 | Platin                                                                 | 250.000                   |
| Kanada (MC)                  | Gold                                                                   | 40.000                    |
| Neuseeland (RMNZ)            | Gold                                                                   | 7.500                     |
| Südkorea (KMCA)              | 2× Diamant                                                             | 2.000.000                 |
| Südkorea (KMCA)              | 2× Platin                                                              | 500.000 (Weverse Version) |
| Vereinigtes Königreich (BPI) | Silber                                                                 | 60.000                    |
| Insgesamt                    | 1× Silber · 4× Gold · 3× Platin · 2× Diamant ·                         | 2.932.500                 |